# Micropholcomma parmatum
Espèce
Micropholcomma parmatum est une espèce d'araignées aranéomorphes de la famille des Anapidae.

## Distribution
Cette espèce est endémique de Tasmanie en Australie.

## Publication originale
- Hickman, 1944 : On some new Australian Apneumonomorphae with notes on their respiratory system. Papers and Proceedings of the Royal Society of Tasmania, vol. 1943, p. 179-195.